# Embaixada do Maláui em Brasília
A Embaixada do Maláui em Brasília é a principal representação diplomática malauiana no Brasil. Fica no Setor de Habitações Individuais Sul, no Lago Sul. O atual embaixador é Brian Bowler, no cargo desde 27 de outubro de 2016.

## História
Brasil e Maláui estabeleceram relações diplomáticas em 1964, com a embaixada malauiana de Brasília sendo criada em 2010 e a embaixada brasileira de Lilongué sendo criada em 2013.

## Serviços
A embaixada realiza os serviços protocolares das representações estrangeiras, como o auxílio aos malauianos que moram no Brasil e aos visitantes vindos do Maláui e também para os brasileiros que desejam visitar ou se mudar para o país africano, apesar da comunidade brasileira no Maláui ser bem pequena.
Além da embaixada, o Maláui conta com mais um consulado honorário em São Paulo.
Outras ações que passam pela embaixada são as relações diplomáticas com o governo brasileiro nas áreas política, econômica, cultural e científica. A embaixada organiza eventos culturais e participa de eventos com outras representações da cidade. O Brasil e o Maláui mantém cooperação bilateral com um intercâmbio de políticas públicas na saúde, com foco na AIDS, e agricultura, especialmente de algodão.